# Dropull i Poshtëm
Dropull i Poshtëm (in greco Κάτω Δρόπολις, Kato Dropolis) è una frazione del comune di Dropull in Albania (prefettura di Argirocastro).
Fino alla riforma amministrativa del 2015 era comune autonomo, dopo la riforma è stato accorpato, insieme agli ex-comuni di Dropull i Sipërm e Pogon  a costituire la municipalità di Dropull.
Il comune è abitato dalla minoranza greca d'Albania.

## Località
Il comune era formato dall'insieme delle seguenti località:
- Derviçan (in italiano Dèlvizzani)
- Goranxi
- Vanistër
- Haskovë
- Dhuvjan
- Sofratik
- Terihat
- Goricë
- Frashtan
- Lugar
- Grapsh
- Peshkëpi e Sipërme
- Peshkëpi e Poshtme
- Glinë
- Vrahogoranxi
- Radat